# Ruine Altenberg (Füllinsdorf)
Die Ruine Altenberg ist die Ruine einer Hangburg in der schweizerischen Gemeinde Füllinsdorf im Kanton Basel-Landschaft. Sie liegt auf dem Höhenzug Büechlihau, einem steilen Hügel im Wald.

## Geschichte
Über die Burg besitzt man keine urkundliche Erwähnungen und die Herkunft des 1226 in Füllinsdorf belegten Besitzes des Klosters Schönthal ist unbekannt. Normalerweise lässt Klostergut auf einstigen adligen Grundbesitz schliessen, der eine Stiftung tätigte.
Durch Bodenfunde ist gesichert, dass die Burg im 11. Jahrhundert, kurz nach dem Jahr 1000, erbaut wurde. Die Burg brannte um 1050 aus, wurde wiederhergestellt, jedoch bereits kurz vor 1100 aufgegeben und teilweise abgebrochen. Im Spätmittelalter gehörten ihre Ländereien den Herren von Schauenburg, deren ursprünglicher Stammsitz sie möglicherweise war. Ihre Aufgabe Ende des 11. Jahrhunderts könnte mit dem Tod Rudolf von Rheinfeldens 1080 und seines Sohnes Berthold von Rheinfelden 1090 im Zusammenhang stehen, welche zu Umwälzungen in der Region führten.

## Anlage
Die ganze Anlage ist lang gestreckt und bestand aus einem Hauptbau von den beträchtlichen Ausmassen 8 × 15 Metern, an den eine Ringmauer anschloss. Eine Umfassungsmauer befindet sich weiter in den Hang versetzt und umschloss einen grösseren Vorplatz. Auf den beiden Querseiten wurde die Burg durch Annäherungshindernisse gesichert, gegen Nordwesten durch einen markanten Halsgraben, gegen Südosten durch einen Abschnittgraben mit vorgelagertem Wall.
Zwischen 1982 und 1987 fanden Ausgrabungen auf der Burg statt, das Fundmaterial stammt aus dem 11. Jahrhundert. Bei dieser Gelegenheit wurden die Mauerreste der Burgruine konserviert, die 1987 öffentlich zugänglich gemacht wurde.